# Metacemyia calloti
Metacemyia calloti är en tvåvingeart som först beskrevs av Seguy 1936.  Metacemyia calloti ingår i släktet Metacemyia och familjen parasitflugor. Inga underarter finns listade i Catalogue of Life.